# Окалуса (окръг, Флорида)
Окръг Окалуса (на английски: Okaloosa County) е окръг в щата Флорида, Съединени американски щати. Площта му е 2802 km², а населението - 170 498 души (2000). Административен център е град Крествю.